# جورج واشنگتن ماهر
جورج واشنگتن ماهر (انگلیسی: George W. Maher; ۲۵ دسامبر ۱۸۶۴ – ۱۲ سپتامبر ۱۹۲۶) معمار اهل ایالات متحده آمریکا بود.